# Microhoria pinicola
Microhoria pinicola là một loài bọ cánh cứng trong họ Anthicidae. Loài này được Reitter miêu tả khoa học năm 1889.